# Grootbladige berk
De grootbladige berk (Betula maximowicziana) is een plant uit de berkenfamilie (Betualceae) die afkomstig is uit Japan. De soort is in 1888 in Engeland geïntroduceerd. Het is een snelgroeiende boom die 15–20 m hoog wordt. De plant heeft een oranjebruine schors. De dunne twijgen hebben veel lenticellen.
De bladeren zijn 8–14 cm lang, breed en eirond en hebben een hartvormige voet. Aan de onderzijde zijn alleen de nerven behaard.
De katjes groeien in groepen van drie of vier stuks, zijn 7 cm lang en hangend of knikkend.
... · 
B. albosinensis (Chinese berk) · 
B. ermanii (Goudberk) · 
B. fruticosa  · 
B. humilis  · 
B. lenta (Suikerberk) · 
B. maximowicziana (Grootbladige berk) · 
B. medwediewii (Transkaukasische berk) · 
B. nana (Dwergberk) · 
B. nigra (Rode berk) ·  
B. papyrifera (Papierberk) · 
B. paraermanii · 
B. pendula (Ruwe berk) · 
B. platyphylla (Aziatische berk) · 
B. populifolia (Grijze berk) · 
B. pubescens (Zachte berk) · 
B. utilis (Witte Himalayaberk) · 
...